# 美洲豹棋
美洲豹棋（Adugo），是流行於巴西潘特納爾地區的兩人棋類，與美洲獅棋相近，兩者可能是西班牙征服者入侵後產生。

美洲豹棋初始布置

## 棋具
- 棋盤為五橫五豎的橫縱線交叉，另有東南-西北向、西南-東北向的斜線各三條，並在一側中點為三角形頂點，添上一個等腰三角形。三角形有一橫一豎交叉。全部共三十一個棋點。

- 分為兩方：狗方、豹方。
  - 狗方：有十四枚稱為狗的棋子。
  - 豹方：有一枚稱為美洲豹的棋子。

## 棋規
- 棋子皆放在棋點，沿線移動。

- 豹棋子各放在中間正方形中點。十四枚狗棋子放在棋盤距三角形最遠的兩行底線、與第三遠行的兩側棋點。

- 豹方先行。

- 豹方可能有兩種行動之一：
  - 吃子：沿線跳過一枚鄰點的狗棋子落到同方向的緊連空點，然後把被跳過的敵棋移出棋盤不再使用，可連跳吃。
  - 移子：若不能吃子，則沿線任移動一己子到空鄰點。

- 羊方沿線任移動一己子到空鄰點。

- 豹方以吃掉至少五枚羊棋子獲勝。

- 狗方讓豹方無法移動獲勝。[2]